# Sylvester Groth
Sylvester Groth, född 31 mars 1958 i Jerichow, Sachsen-Anhalt, är en tysk skådespelare och sångare.

## Roller (urval)
- 1986 – Momo
- 1993 – Stalingrad
- 2003 – Den tredje vågen
- 2008 – Buddenbrooks
- 2008 – The Reader
- 2009 – Inglourious Basterds
- 2012–2014 – Den gamle deckarräven (TV-serie)
- 2013 – Krigets unga hjärtan (TV-serie)
- 2015 – The Man from U.N.C.L.E.
- 2015 – Deutschland 83 (TV-serie)
- 2018 – Deutschland 86 (TV-serie)
- 2020 – Deutschland 89 (TV-serie)
- 2025 – Silent Friend